# Copidosoma howardi
Copidosoma howardi is een vliesvleugelig insect uit de familie Encyrtidae. De wetenschappelijke naam is voor het eerst geldig gepubliceerd in 2010 door Zolnerowich & Zuparko. Het betreft hier een nieuwe wetenschappelijke naam voor Parapsilphrys gelechiae Howard, 1898, een naam die vanwege herplaatsing in het geslacht Copidosoma niet meer bruikbaar was.
De soort komt voor in Noord-Amerika.